# Mandelbrot (biscuit)
Pour les articles homonymes, voir Mandelbrot.
Le mandelbrot (du yiddish : מאַנדלברויט),,, écrit de façons différentes, aussi appelé mandel bread ou kamish chez les Anglo-Saxons et kamishbrot en Ukraine, est une sorte de biscuit originaire de la cuisine juive ashkénaze et populaire chez les juifs de l'Europe de l'Est. Le mot yiddish mandlbroyt signifie littéralement « pain aux amandes », en référence à ce même ingrédient présent dans sa  composition. En général, le mandelbrot est coupé en tranches puis cuit une seconde fois pour former un extérieur croustillant. Les biscuits étaient populaires en Europe de l'Est parmi les rabbins, les marchands et autres Juifs itinérants comme dessert de base, celui-ci se conservant très bien.

## Origine
Son origine précise est inconnue, tout comme sa relation historique avec les biscotti, un biscuit italien similaire. Créé avec de l'huile et non du beurre, il est donc pareve et peut par conséquent être servi au cours du Shabbat.

## Ingrédients
Ses ingrédients basiques sont la farine, le sucre, les œufs et l'huile. Selon les boulangers, les ingrédients supplémentaires varient mais sont communs : les amandes, les noix, la cannelle, les copeaux de chocolat ou encore les fruits confits en dés.